# Joueur canadien par excellence de la Ligue canadienne de football
Le titre de Joueur canadien par excellence de la Ligue canadienne de football, appelé de 1954 à 1988 le trophée Schenley du meilleur joueur canadien, est décerné chaque année au joueur qui est considéré comme étant le meilleur de la LCF (parmi les joueurs classés comme Canadiens selon les règlements de la ligue). Deux joueurs sont en compétition pour ce titre, soit le vainqueur du trophée Lew-Hayman attribué au meilleur joueur canadien de la division Est, et le vainqueur du Trophée Dr.-Beattie-Martin, remis au meilleur joueur canadien de la division Ouest. Le gagnant est choisi par les membres de Football Reporters of Canada, l'association des journalistes qui couvrent le football canadien. Un joueur qui n'est pas né au Canada peut remporter le trophée s'il possède le statut de « national ».
Ce titre a été décerné la première fois en 1954. Avant la création formelle de la LCF en 1958, ce trophée honorait le meilleur joueur canadien des deux ligues professionnelles de l'époque, la Interprovincial Rugby Football Union et la Western Interprovincial Football Union.

## Liste des lauréats
Pour la signification des abréviations, voir Glossaire des positions au football canadien.
- 1954 - Gerry James (DO), Blue Bombers de Winnipeg
- 1955 - Normie Kwong (DO), Eskimos d'Edmonton
- 1956 - Normie Kwong (DO), Eskimos d'Edmonton
- 1957 - Gerry James (DO), Blue Bombers de Winnipeg
- 1958 - Ron Howell (DO), Tiger-Cats de Hamilton
- 1959 - Russ Jackson (QA), Rough Riders d'Ottawa
- 1960 - Ron Stewart (DO), Rough Riders d'Ottawa
- 1961 - Tony Pajaczkowski (G), Stampeders de Calgary
- 1962 - Harvey Wylie (DD), Stampeders de Calgary
- 1963 - Russ Jackson (QA), Rough Riders d'Ottawa
- 1964 - Tommy Grant (RÉ), Tiger-Cats de Hamilton
- 1965 - Zeno Karcz (SEC), Tiger-Cats de Hamilton
- 1966 - Russ Jackson (QA), Rough Riders d'Ottawa
- 1967 - Terry Evanshen (RÉ), Stampeders de Calgary
- 1968 - Ken Nielsen (RÉ), Blue Bombers de Winnipeg
- 1969 - Russ Jackson (QA), Rough Riders d'Ottawa
- 1970 - Jim Young (RÉ), Lions de la Colombie-Britannique
- 1971 - Terry Evanshen (RÉ), Alouettes de Montréal
- 1972 - Jim Young (RÉ), Lions de la Colombie-Britannique
- 1973 - Gerry Organ (B), Rough Riders d'Ottawa
- 1974 - Tony Gabriel (AR), Tiger-Cats de Hamilton
- 1975 - Jim Foley (RÉ), Rough Riders d'Ottawa
- 1976 - Tony Gabriel (AR), Rough Riders d'Ottawa
- 1977 - Tony Gabriel (AR), Rough Riders d'Ottawa
- 1978 - Tony Gabriel (AR), Rough Riders d'Ottawa
- 1979 - Dave Fennell (PD), Eskimos d'Edmonton
- 1980 - Gerry Dattilio (QA), Alouettes de Montréal
- 1981 - Joe Poplawski (DI), Blue Bombers de Winnipeg
- 1982 - Rocky DiPietro (en) (DI), Tiger-Cats de Hamilton
- 1983 - Paul Bennett (DD), Blue Bombers de Winnipeg
- 1984 - Nick Arakgi (DI), Concordes de Montréal
- 1985 - Paul Bennett (DD), Tiger-Cats de Hamilton
- 1986 - Joe Poplawski (DI), Blue Bombers de Winnipeg
- 1987 - Scott Flagel (DD), Blue Bombers de Winnipeg
- 1988 - Ray Elgaard (en) (DI), Roughriders de la Saskatchewan
- 1989 - Rocky DiPietro (en) (DI), Tiger-Cats de Hamilton
- 1990 - Ray Elgaard (en) (DI), Roughriders de la Saskatchewan
- 1991 - Blake Marshall (en) (CA), Eskimos d'Edmonton
- 1992 - Ray Elgaard (en) (DI), Roughriders de la Saskatchewan
- 1993 - Dave Sapunjis (en) (DI), Stampeders de Calgary
- 1994 - Gerald Wilcox (en) (DI), Blue Bombers de Winnipeg
- 1995 - Dave Sapunjis (en) (DI), Stampeders de Calgary
- 1996 - Leroy Blugh (en) (AD), Eskimos d'Edmonton
- 1997 - Sean Millington (en) (CA), Lions de la Colombie-Britannique
- 1998 - Mike Morreale (DI), Tiger-Cats de Hamilton
- 1999 - Mike O'Shea (en) (SEC), Argonauts de Toronto
- 2000 - Sean Millington (en) (DO), Lions de la Colombie-Britannique
- 2001 - Doug Brown (en) (PD), Blue Bombers de Winnipeg
- 2002 - Ben Cahoon (RÉ), Alouettes de Montréal
- 2003 - Ben Cahoon (DI), Alouettes de Montréal
- 2004 - Jason Clermont (en) (DI), Lions de la Colombie-Britannique
- 2005 - Brent Johnson (en) (AD), Lions de la Colombie-Britannique
- 2006 - Brent Johnson (AD), Lions de la Colombie-Britannique
- 2007 - Jason Clermont (en), (DI), Lions de la Colombie-Britannique
- 2008 - Kamau Peterson (en) (RÉ), Eskimos d'Edmonton
- 2009 - Ricky Foley (en) (AD), Lions de la Colombie-Britannique
- 2010 - Andy Fantuz (en) (DI), Roughriders de la Saskatchewan
- 2011 - Jerome Messam (en) (DO), Eskimos d'Edmonton
- 2012 - Jon Cornish (DO), Stampeders de Calgary
- 2013 - Jon Cornish (DO), Stampeders de Calgary
- 2014 - Jon Cornish (DO), Stampeders de Calgary
- 2015 - Brad Sinopoli (en) (RÉ), Rouge et Noir d'Ottawa
- 2016 - Jerome Messam (DO), Stampeders de Calgary
- 2017 - Andrew Harris (en) (DO), Blue Bombers de Winnipeg
- 2018 - Brad Sinopoli (en) (RÉ), Rouge et Noir d'Ottawa
- 2019 - Hénoc Muamba (SEC), Alouettes de Montréal
- 2020 - Saison annulée
- 2021 - Boseko Lokombo (en) (SEC), Lions de la Colombie-Britannique
- 2022 - Nathan Rourke (QA), Lions de la Colombie-Britannique
- 2023 - Brady Oliveira (SEC), Blue Bombers de Winnipeg[2]
- 2024 - Brady Oliveira (SEC), Blue Bombers de Winnipeg